# Блондель, Жак-Франсуа
Жак-Франсуа́ Блонде́ль, называемый Младшим (фр. Jacques-François Blondel, 8 января 1705, Руан — 9 января 1774, Париж) — французский архитектор-неоклассицист, теоретик и педагог. Племянник архитектора Франсуа Блонделя Старшего и двоюродный брат архитектора Ж.-Б. Валлен-Деламота. По определению Н. Певзнера: «Незначительный архитектор, но чрезвычайно влиятельный писатель и теоретик…».

## Биография
Блондель Младший родился в Руане, учился архитектуре у своего дяди Жана-Франсуа Блонделя (1683—1756), архитектора Руана. Жак-Франсуа приехал в Париж в 1726 году и продолжил обучение у Ж.-М. Оппенора, усвоив у учителя эстетику стиля рококо. Он также работал с историком искусства и коллекционером П.-Ж. Мариеттом, участвуя в издании трактата «Французская архитектура» (L’Architecture française, 1727) в качестве соавтора текстов и рисовальщика-гравёра.
В 1729 году Блондель женился на Марии Анне Гарнье. Их сын Жорж-Франсуа Блондель, родившийся в 1730 году, стал архитектурным гравёром. Дочь: Клодин Анжелик. После смерти первой жены в 1755 году Жак-Франсуа в 1760 году женился на Манон Баллетти. Их сын, Жан-Батист Блондель, родился в 1764 году, впоследствии стал архитектором города Парижа. Жак-Франсуа Блондель скончался в своём ателье в Лувре в окружении книг, архитектурных моделей и учеников.

## Профессиональная деятельность

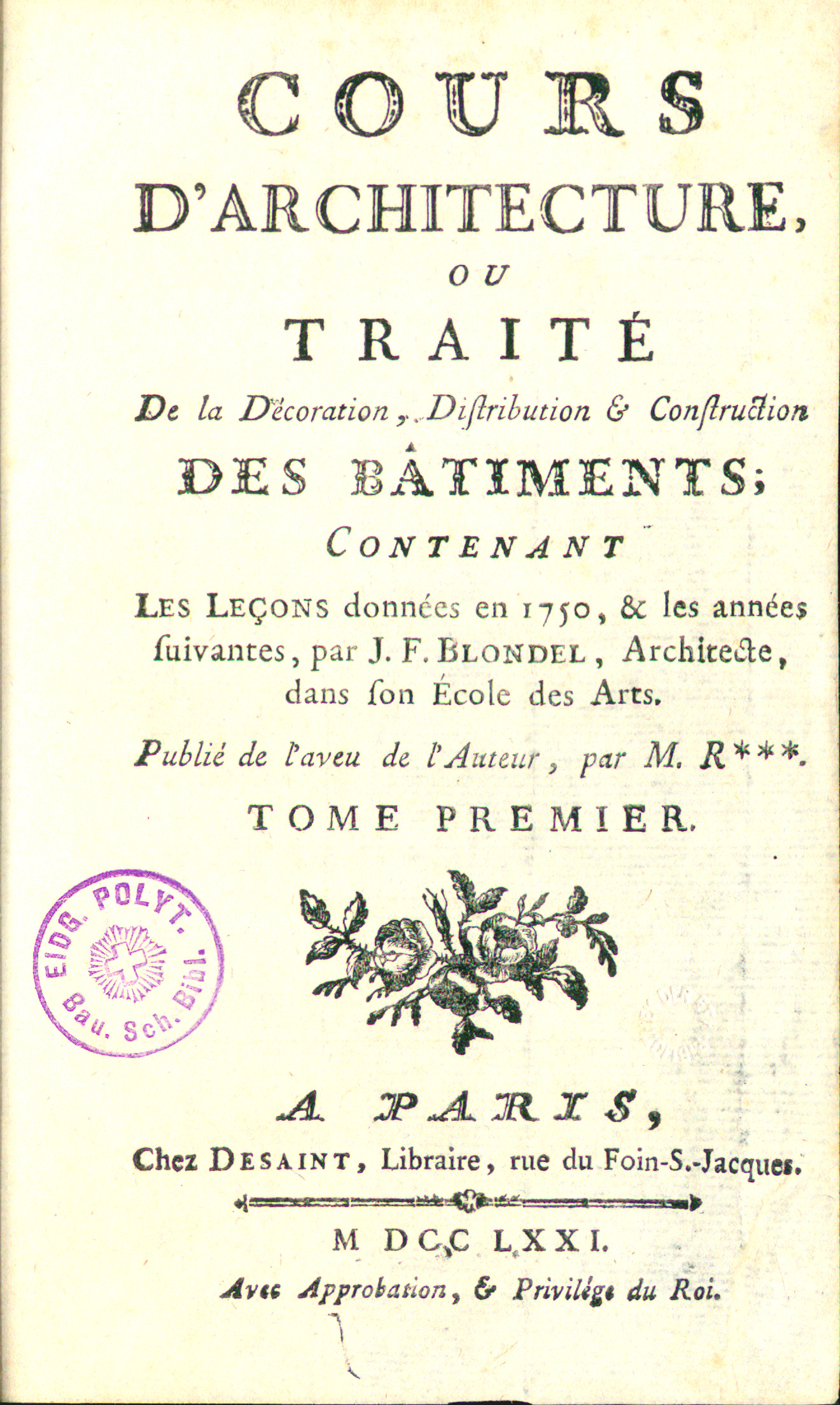
Титульный лист издания «Курс гражданской архитектуры». 1771

Первой самостоятельной публикацией Блонделя была энциклопедическая работа «Размещение развлекательных построек и оформление зданий в целом» (De Distribution des Maisons de Plaisance, et de la Decoration des Edifices en General), выпущенная в Париже в 1737—1738 годах.
В 1739 году Блондель открыл в Париже собственную частную архитектурную школу искусств (L'École des Arts), которой он и обязан своей известностью. Учениками Ж.-Ф. Блонделя были впоследствии знаменитые архитекторы: А.-Т. Броньяр, Э.-Л. Булле, С.-Л. Дю Ри, Ш. Де Вайи, Ж.-Б. Валлен-Деламот, Ж. Гондуэн, К.-Н. Леду, М.-Ж. Пейр, Ж.-Б. Ронделе, У. Чеймберс.
Блондель был выдающимся просветителем XVIII века. Он состоял одним из членов «Общества писателей» (Société des gens de lettres), которые под руководством Дидро и Д’Аламбера были заняты написанием статей для Энциклопедии. В 1752—1756 годах Блондель издавал капитальный историко-теоретический труд «Французская архитектура» (Architecture françoise) в 4-х томах (планировалось восемь). В предисловии к изданию он отметил: «Я использовал простые термины и популярный стиль с намерением быть понятым как непрофессионалом, так и художником; заметив, что последние книги об архитектуре либо плохо организованы, либо слишком длинны». Эта работа принесла ему признание. В 1755 году Блондель стал членом Королевской Академии архитектуры (Académie Royale d’Architecture) и придворным архитектором короля Людовика XV. В 1762 году назначен профессором Королевской Академии. Тогда же он закрыл свою школу и представил Академии собственную программу обучения.
С 1771 года Блондель издавал «Курс гражданской архитектуры» (Cours d’architecture ou traité de la décoration, distribution et constructions des bâtiments contenant les leçons données en 1750, et les années suivantes). Последние тома были подготовлены к печати его учеником Пьером Паттом. «Курс гражданской архитектуры» иногда упоминается как «Малый Блондель» («Petit Blondel»), в отличие от «Большого Блонделя» («Grand Blondel») — издания «Французская архитектура». Энциклопедический подход Блонделя к архитектуре и его обучающие программы оставались актуальными в области французского архитектурного образования ещё несколько десятилетий.
Блондель — автор многих архитектурных проектов, большинство из которых, однако, ему осуществить не удалось. В 1756 году по заказу графа И. И. Шувалова Блонделем был разработан проект Российской Академии художеств, или «Академии Севера» («Académie du Nord») при Московском университете — здания и интерьеры в стиле Людовика XV (1756—1758), также не осуществлённый.

## Основные проекты и постройки

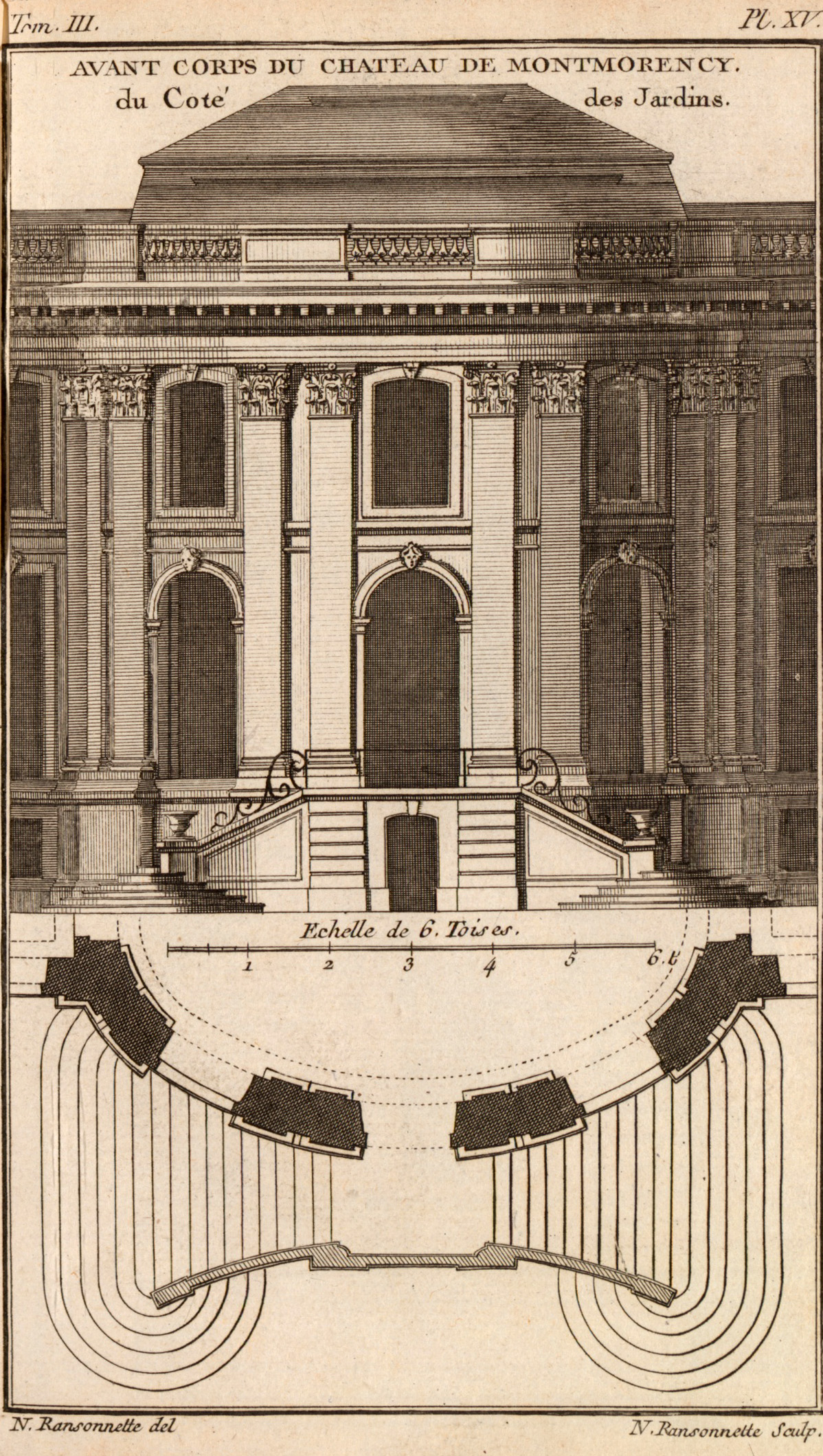
Проект замка Монморанси. Главный ризалит фасада. Между 1771 и 1777. Гравюра П. Н. Рансоннетта
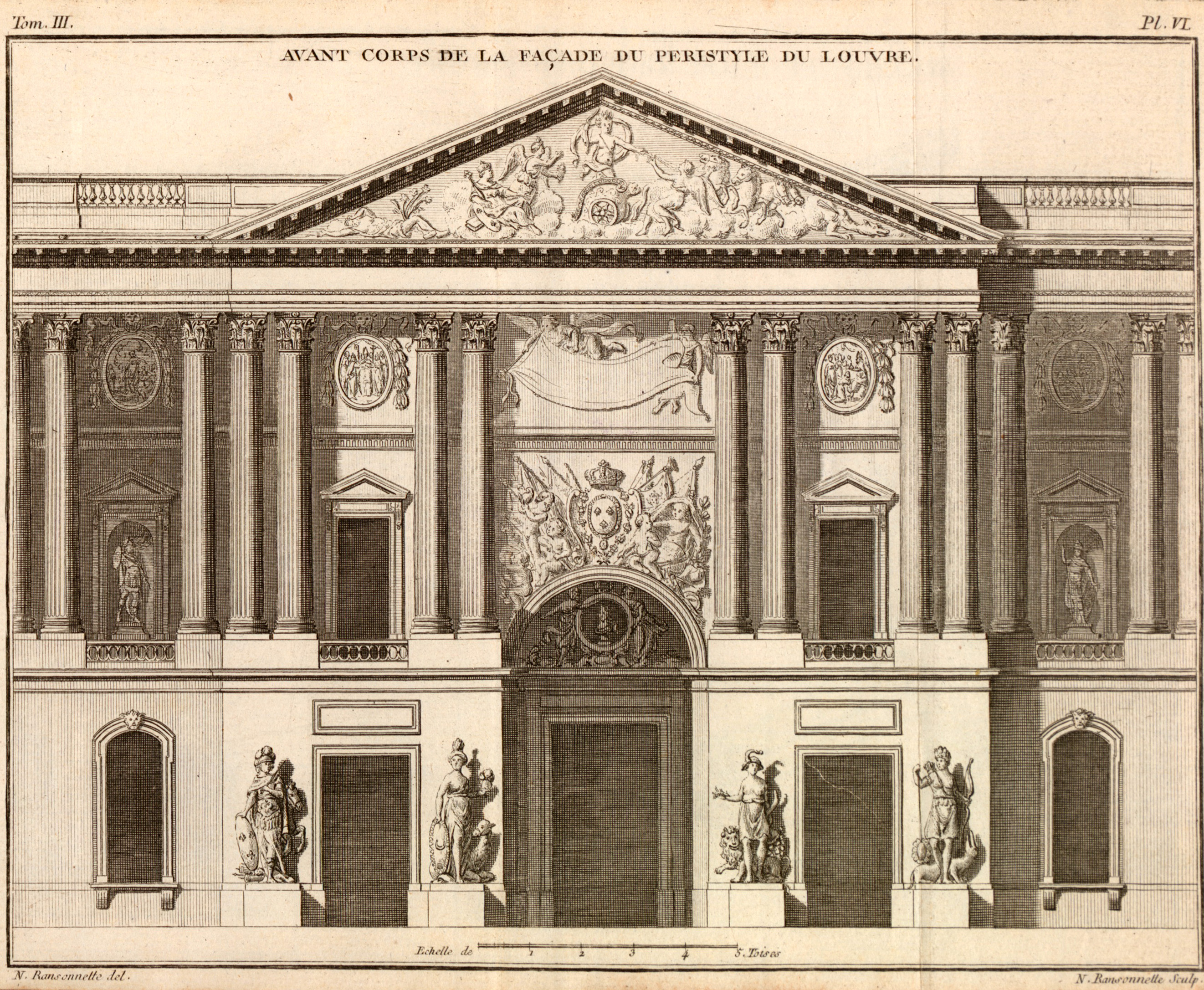
Проект восточного фасада Лувра. Гравюра «Курса архитектуры». 1771
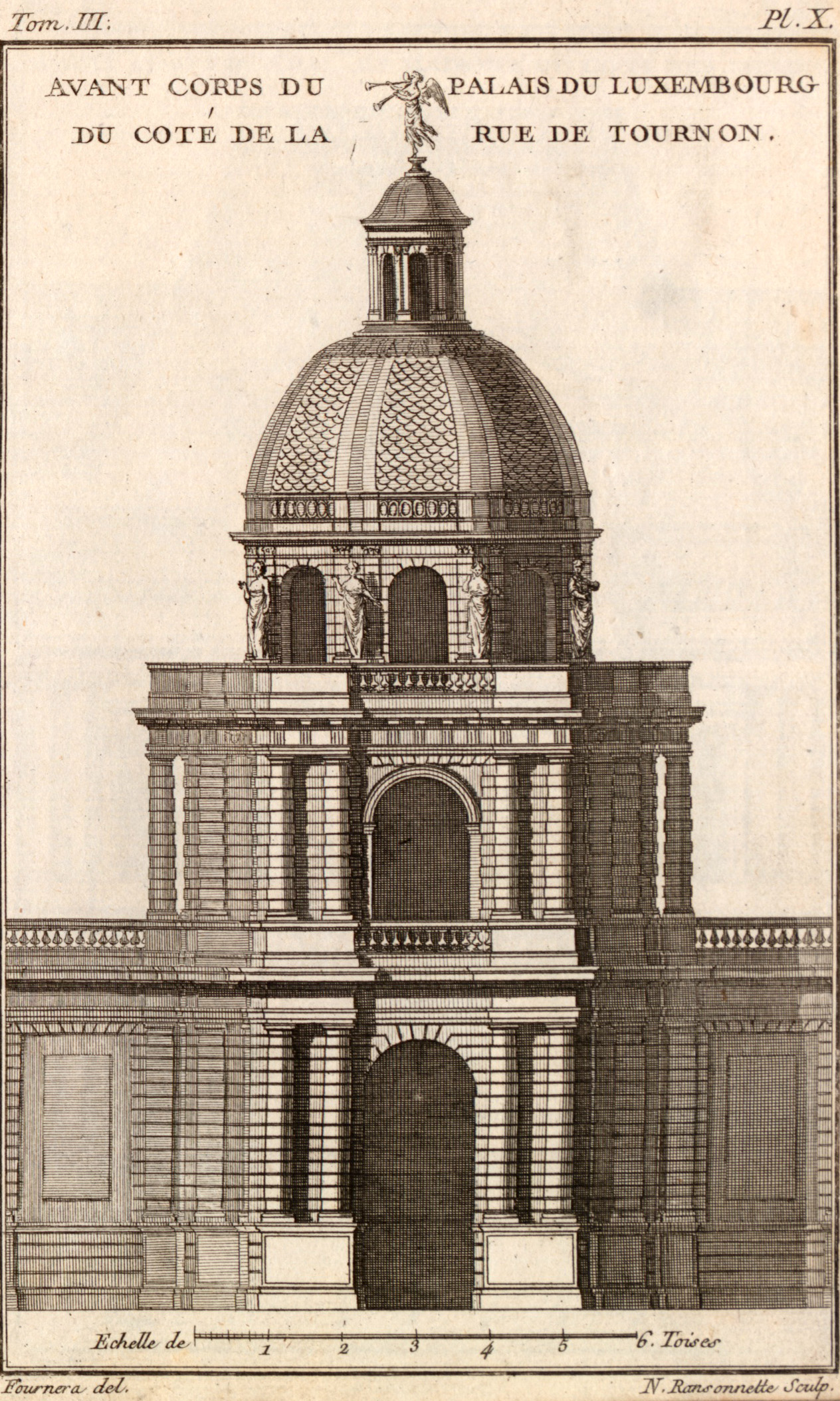
Передний корпус Люксембургского дворца. Гравюра «Курса архитектуры». 1771
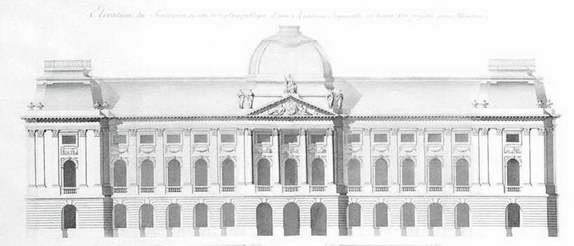
Проект Академии художеств для Москвы (Académie du Nord). 1757—1758
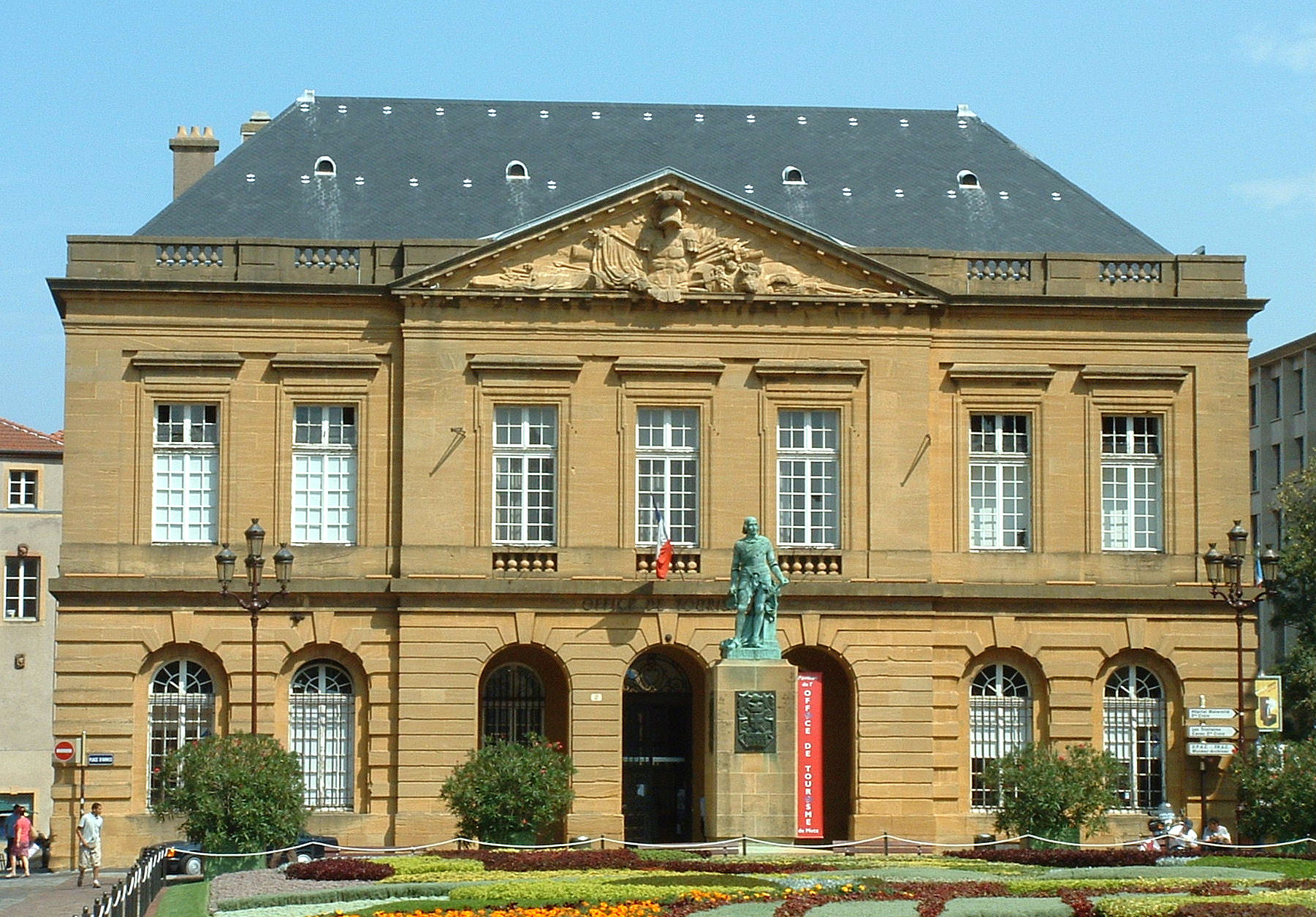
Здание Гауптвахты на Оружейной площади в Меце
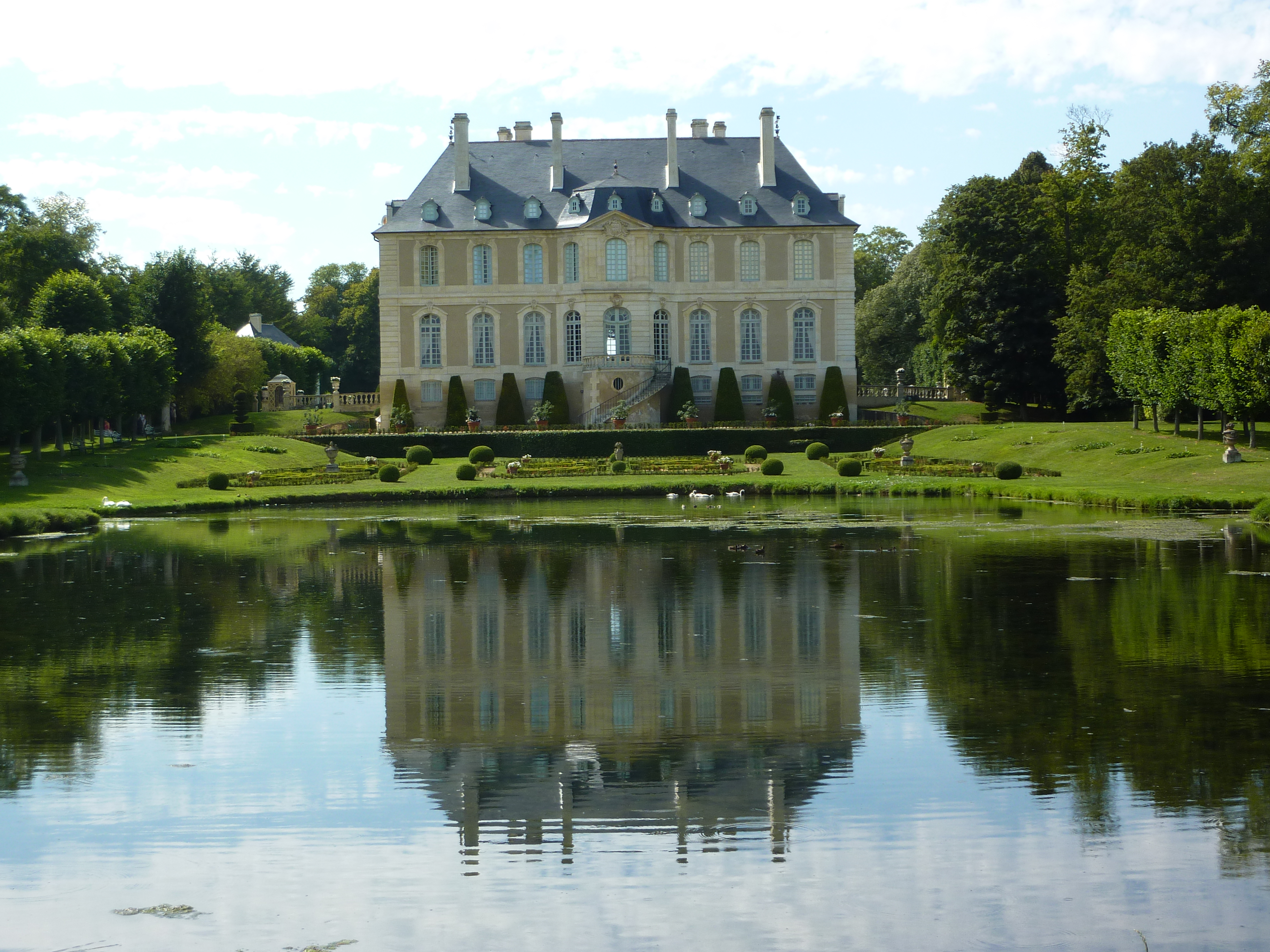
Шато (замок) Вендевр, Нормандия